# Puente de Yangluo
El puente de Yangluo, que se construyó entre 2003 y 2007, está situado en la ciudad industrial de Wuhan, en la provincia de Hubei, China. El puente es el décimo puente colgante más largo del mundo gracias a su vano central de 1280 metros de longitud.